# Epicrionops
Epicrionops é um gênero de anfíbios da família Rhinatrematidae, encontrado no Peru, Equador, Colômbia, Venezuela e Guiana.

## Espécies
- Epicrionops bicolor Boulenger, 1883
- Epicrionops columbianus (Rendahl e Vestergren, 1938)
- Epicrionops lativittatus Taylor, 1968
- Epicrionops marmoratus Taylor, 1968
- Epicrionops parkeri (Dunn, 1942)
- Epicrionops peruvianus (Boulenger, 1902)
- Epicrionops petersi Taylor, 1968